# 5-HT1A-receptor
A szerotonin-1A-receptor (más néven 5-HT1A-receptor) a szerotoninreceptorok, más néven 5-HT-receptorok altípusa, melyek egy neurotranszmittert, a szerotonint, más néven 5-HT-t kötik. Az agyban, a lépben és az újszülöttek veséjében fejeződik ki. G-protein-kapcsolt receptor (GPCR), mely a G1 proteinhez kapcsolódik, aktivációja a posztszinaptikus neuron hiperpolarizációját és tüzelési sebességének csökkentését mediálja. A HTR1A gén kódolja.

## Eloszlás
Az 5-HT1A-receptor a legszélesebben elterjedt 5-HT-receptor. A központi idegrendszerben az agykéregben, a hippokampuszban, a septumban, az amygdalában, a nucleus raphes magnusban nagy, az alapi dúcokban és a talamuszban kis mennyiségben van jelen. A nucleus raphes magnus 5-HT1A-receptorai nagyrészt szomatodendritikus autoreceptorok, a többi helyen lévők posztszinaptikus receptorok.

## Funkció

### Neuromoduláció
Az 5-HT1A-receptor agonistái fontosak a neuromodulációban. Központilag csökkentik a vérnyomást és a pulzust a perifériás vasodilatatio indukciójával és a bolygóideg stimulációjával. Ezek oka a medulla rostralis ventrolateralis 5-HR1A-receptorainak aktivációja. A szimpatolitikus vérnyomáscsökkentő uranidil α1-adrenergreceptor-antagonista és 5-HT1A-receptor-agonista, és utóbbi okozza a végső terápiás hatásokat. A bőrerek vasodilatatiója a központi 5-HT1A aktivációjával növeli a környezetbe való hőelvonást, csökkentve a testhőmérsékletet.
A központi 5-HT1A-receptorok aktivációja fajtól függően noradrenalin-kibocsátást vagy -gátlást okoz, feltehetően a locus coeruleusból, mely csökkenti vagy növeli a neurontónust az íriszzáróizom felé a posztszinaptikus α2-adrenerg receptorok modulációjával az Edinger–Westphal-magon belül, pupilladilatációt okozva rágcsálókban, pupillakonsztrikciót főemlősökben, beleértve az embert is.
Az 5-HT1A-receptor-agonisták, például a buspiron és a flezinoxán hatékonyak a szorongás és a depresszió csökkentésében, és a buspiron és a tandospiron jelenleg ezekre javallottak a világ egyes részein. Másokat is vizsgáltak, például a gepiront, a flezinoxánt, a flibanszerint és a naluzotánt, de ezek egyikét se fejlesztették ki teljesen és fogadták el. Egyes atipikus antipszichotikumok, például a lurazidon és az aripiprazol szintén az 5-HT1A-receptor részleges agonistái, és kis mennyiségben használják standard antidepresszánsok, például a szelektív szerotoninújrafelvétel-gátlók (SSRI) kiegészítésére. Az 5-HT1A-receptor-hiányos (knockout) egerek nagyobb mértékben szoronganak, de viselkedésük kevésbé depresszív.
5-HT1A-autoreceptor-deszenzitizációt és az 5-HT1A-receptor nagyobb posztszinaptikus aktivációját okozzák a szerotoninprekurzor étrend-kiegészítők, a szerotoninújrafelvétel-gátlás vagy a monoamin-oxidáz gátlása, ezek okozzák a legtöbb hagyományos antidepresszáns étrendkiegészítő és gyógyszer terápiás előnyeit, beleértve a l-triptofánt és 5-HTP-t, az SSRI-ket, a szerotonin-noradrenalin-újrafelvétel-gátlókat (SNRI), a triciklikus (TCA) és tetraciklikus antidepresszánsokat (TeCA), valamint a monoamin-oxidáz-gátlókat (MAOI). Az 5-HT1A-receptor aktivációja valószínűleg fontos a szerotoninfelszabadító ágensekben, például a metiléndioxi-metamfetamin szerepében is.
A nucleus raphes dorsalis 5-HT1A-receptorai a neurokinin 1 (NK1) receptoraival együtt találhatók, és gátolják azok endogén ligandumának, a P-anyagnak a felszabadítását. Antidepresszáns és anxiolitikus hatása mellett az 5-HT1A-receptor aktivációja antiemetikus és analgetikus hatást is okoz, és e tulajdonságokat részben vagy egészben az NK1-receptor gátlása mediálhatja. Így új NK1-receptor-antagonisták használatosak a rosszullét és az emézis kezeésére, továbbá vizsgálják szorongás és depresszió ellen is.
Az 5-HT1A-receptor aktivációja növeli a dopamintermelést a mediális prefrontális kéregben, a striatumban és a hippokampuszban, és hasznos lehet a szkizofrénia és a Parkinson-kór tüneti kezelésében. Mint fent szerepelt, egyes atipikus antipszichotikumok az 5-HT1A-receptor részleges agonistái, ez erősíti a klinikai hatásukat. A dopamintermelés növekedése e helyeken fontos lehet az 5-HT1A-receptor posztszinaptikus aktivitásakor antidepresszáns és szorongáscsökkentő hatásokban is.
Az 5-HT1A-receptorok aktivációja ezenkívül a memória (a deklaratív és nem deklaratív memóriafunkciók) és a tanulás (a memóriakódoló mechanizmusokkal való interferencia miatt) egyes részeit gátolja a glutamát és acetilkolin egyes agyrészekben való termelésének csökkentésével. Javítja viszont a prefrontális kéreghez kapcsolódó kognitív funkciókat, feltehetően a prefrontális kéreg dopamin- és acetilkolin-termelésének növelésével. Ennek megfelelően az 5-HT1A-antagonista WAY-100635 csökkentette a glutamátblokád okozta tanulási és memóriaromlást (dizocilpinnel) vagy a hippokampális kolinerg denervációt (fornixtranszekció után) főemlősökben. Továbbá az 5-HT1A-receptorok antagonistái, például a lekozotán könnyítik a tanulás és memória bizonyos típusait rágcsálókban, így az Alzheimer-kór új gyógyszerei lehetnek.
Az 5-HT1A aktivációjának további hatásai:
- Kisebb agresszió[45][46]
- Több társas kapcsolat[27]
- Kisebb impulzivitás[47]
- Függőség gátlása[48][49][50]
- Szexuális aktivitás és érzelmek javítása[51][52]
- Erekciógátlás[53][54]
- Csökkent ételbevitel[55]
- Hosszabb REM-alváslátencia[56][57]
- Opioidindukált légzési összeomlás visszafordítása[58]

### Endokrinológia
Az 5-HT1A-receptor aktivációja számos hormon, például a kortizol, a kortikoszteron, az adrenokortikotrop hormon (ACTH), az oxitocin, a prolaktin, a növekedési hormon és a β-endorfin szekrécióját okozza. A receptor nem befolyásolja a vazopresszin- vagy reninszekréciót, szemben az 5-HT2-receptorral. Feltehetően az oxitocinkibocsátás közreműködhet a receptor aktivációjakor fellépő proszociális, antiagresszív és anxiolitikus tulajdonságokban. A β-endorfin-szekréció hozzájárulhat az antidepresszáns, anxiolitikus és analgetikus hatásokban.

### Autoreceptorok
Az 5-HT1A-receptorok lehetnek a sejttesten, dendriteken, axonokon, pre- és posztszinaptikus helyzetben vagy szinapszisokban. A neuron által kibocsátott neurotranszmitterre érzékeny receptorok az autoreceptorok – ezek általában ultrarövid negatív visszacsatolási ciklus fontos részei, ahol a neuron neurotranszmitter-felszabadítása gátolja a további felszabadítást. Az 5-HT1A-autoreceptorok stimulációja gátolja az idegvégződéseken a szerotonintermelést. Agonistái kétfázisú hatásmóddal rendelkeznek: kis dózisban csökkentik a szerotonintermelést és a posztszinaptikus 5-HT1A-receptor-aktivitást, nagyobban előbbit csökkentik, utóbbit növelik a szerotonin helyett történő közvetlen receptorstimuláció révén.
Ez az autoreceptorok mediálta szerotoninfelszabadítás-gátlás okozhatja feltehetően a szerotonerg antidepresszánsok, például az SSRT-k terápiás késését. Az autoreceptorok érzékenységének előbb meg kell szűnnie, mielőtt a sejten kívüli szerotonin szintje megfelelően nőhet. Bár az autoreceptorok válaszkészsége hosszú kezelés után csökken, még mindig hatékonyan képesek korlátozni a sejten kívüli szerotonin szintjének növekedését. Ezért vizsgálják az 5-HT1A-receptor szerotoninújrafelvétel-gátló antagonistáit és részleges agonistáit,például a vilazodont és az SB-649915-öt új antidepresszánsként, melyek gyorsabban hathatnak és hatékonyabbak a jelenleg elérhetőknél.
A sejten kívüli szerotonin szintjét növelő legtöbb szertől, például az SSRI-ktől és MAOI-któl eltérően az SRA-k, például a fenfluramin és az MDMA megkerülik a szerotonin-autoreceptorokat a szerotoninneuronok felszabadító mechanizmusaira való közvetlen hatással és az autoreceptor-mediált gátlástól független felszabadítás kényszerítésével. Így az SRA-k közvetlenül és jobban emelik a sejten kívüli szerotonin szintjét más szerotoninszint-emelő szerekhez, például az SSRI-khez képest. Az SRA-kkal szemben az SSRI-k – a fent említett kétfázisú hatás miatt különösen alacsony dózisban – eleinte csökkenthetik a szerotoninszintet, és többhetes adagolás szükséges, mielőtt a szerotoninszint eléri a maximumát az 1A-autoreceptor-deszenzitizáció révén, és a depresszió és a szorongás esetén előforduló maximális klinikai hatások láthatóvá válnak (de más tanulmányok akut 5-HT-emelkedést mutattak ki, mely érzékenyekben kezdeti tüneti romlásra utal). Ezért új antidepresszánsként feltételezték a szelektív szerotoninfelszabadító ágensek (SSRA), például az MDAI és az MMAI feltehetően gyorsabban jelentkező hatásuk és a jelenlegi kezeléseknél nagyobb hatékonyságuk miatt.
Az SRA-khoz hasonlóan az 5-HT1A-receptor-agonisták elegendően nagy dózisban megkerülik a szerotoninfelszabadítás 5-HT1A-autoreceptor mediálta gátlását, növelve a posztszinaptikus 5-HT1A-receptor aktivációját a posztszinaptikus receptor szerotonin helyetti közvetlen agonizálásával.

## Ligandumok
Az 5-HT1A-receptorok eloszlása az emberi agyban leképezhető pozitronemissziós tomográfia révén [11C]WAY-100635 radioligandummal. Például egy tanulmány nagyobb 5-HT1A-kötést mutatott ki 2-es típusú diabéteszben. Egy másik PET-tanulmány negatív korrelációt mutatott ki a nucleus raphes magnusban, a hippokampuszban és a neokortexben lévő 5-HT1A-kötés és a spirituális élmények önbevalláson alapuló tendenciája közt. Labeled with tritium, WAY-100,635 may also be used in autoradiography.

### Agonistái

#### Részleges agonistái
- 2C-B[77]
- 2C-E[77]
- 2C-T-2[77]
- 4C-T-2[77]
- 5-CT
- 5-MT
- 5-MeO-DiPT[77]
- 5-MeO-DMT
- 5-MeO-MiPT[77]
- 5-MeO-TMT[77]
- 6-F-DMT[77]
- Adatanszerin
- αET
- αMT
- Aripiprazol
- Azenapin
- Bakozid
- Bay R 1531
- Befiradol
- Binospiron
- Brexpiprazol
- Bufotenin
- Buspiron (posztszinaptikus 5-HT1A)
- Kannabidiol[78]
- Kariprazin
- Klozapin
- cis-LSZ[77]
- Dihidroergotamin
- Dimetiltriptamin
- DiPT[77]
- DOET[77]
- DOI[77]
- DPT[77]
- Ebalzotán
- Eltoprazin
- EMDT[77]
- Ergotamin
- Etoperidon
- F-11461
- F-12826
- F-13714
- F-14679
- Flezinoxán
- Flibanszerin
- Ginkgo biloba[79]
- Gepiron
- Haloperidol
- Lamotrigin
- Ipszapiron
- Limonén
- Lizurid
- Lurazidon
- LY-301317
- lizergsav-dietilamid (LSD)
- Meszkalin[77]
- 3,4-Metiléndioxiamfetamin (MDA)[77]
- 3,4-Metiléndioximetamfetamin (MDMA)[80]
- Metilfenidát
- Metizergid
- Naluzotán
- NBUMP
- Nefazodon
- Olanzapin
- Ozemozotán (posztszinaptikus 5-HT1A)
- Perospiron
- Pirimidinilpiperazin
- Piklozotán
- Pszilocin
- Pszilocibin
- Kvetiapin
- Rauvolszcin
- Roxindol
- RR-2B[77]
- RU-24969
- S-15535
- Szarizotán
- SS-2C[77]
- SSR-181507
- Szunepitron
- Tandospiron
- Tiospiron
- Trazodon
- Trifluormetilfenilpiperazin
- Trimetoxiamfetamin[77]
- Umespiron
- Urapidil
- Vilazodon
- Xaliprodén
- Johimbin[81][82][83][84]
- Zalospiron
- Ziprazidon

#### Teljes agonistái
- 8-OH-DPAT[85]
- Alnespiron
- Buspiron (prezinaptikus 5-HT1A)
- Befiradol
- Tetrahidrokannabivarin (THCV)
- Eptapiron
- Lesopitron
- MKC-242
- LY-293284
- Oszemozotán (preszinaptikus 5-HT1A)
- Repinotán
- U-92016-A
- Flibanszerin
- Vortioxetin

#### Egyenlőtlen agonistái
- HBK-17 – β-arresztin-egyenlőtlen agonista[86]
- NLX-204 – ERK1/2-preferáló agonista[87]
- F-15599, más néven NLX-101

### Antagonistái
- Alprenolol
- AV-965
- Binospiron (posztszinaptikus 5-HT1A)
- BMY-7378
- Kannabigerol
- Cianopindolol
- Ciproheptadin
- Dotarizin
- Flopropion
- GR-46611
- Jódcianopindolol
- Izamoltán
- Lekozotán
- Mefway
- Metiotepin
- MPPF
- NAN-190
- Nebivolol
- Oxprenolol
- Pindobind
- Pindolol (preszinaptikus 5-HT1A)
- Propranolol
- Riszperidon (gyenge)
- Robalzotan
- SB-649915
- SDZ-216525
- Spiperon
- Spiramid
- Spiroxatrin
- UH-301
- WAY-10135
- WAY-100635
- Xilamidin[88]

### Allosztérikus modulátorai
- koleszterin – endogén PAM[89]
- Oleamid – endogén PAM[90]
- Zn2+ – endogén NAM[91]
- AM-2201 – exogén PAM[92]

## Genetika
Az 5-HT1A receptort a HTR1A gén kódolja. Számos humán polimorfizmusa ismert. Egy 2007-es elemzés 27 egypontos nukleotid-polimorfizmust (SNP) sorolt fel. A leggyakoribb SNP-k a C-1019GG (rs6295), a C-1018G, az Ile28Val (rs1799921), az Arg219Leu (rs1800044) és a Gly22Ser (rs1799920). Néhány további SNP a Pro16Leu, a Gly272Asp és a G294A szinonim polimorfizmus (rs6294). Ezeket pszichiátriai betegségekkel kapcsolatban vizsgálták jelentős eredmény nélkül.

## Fehérje-fehérje interakciók
Az 5-HT1A-receptor képes kölcsönhatni az agyi eredetű neurotróf faktorral (BDNF), mely fontos lehet az érzelem és szorongás szabályzásában.

### Receptoroligomerek
Az 5-HT1A-receptor heterodimereket alkothat az 5-HT7, az 5-HT1B-, az 5-HT1D-, a GABAB2-, az LPA1- (GPCR26), az LPA3-, az S1P1- és az S1P3-receptorokkal.

## Fordítás
Ez a szócikk részben vagy egészben az  5-HT1A receptor című angol Wikipédia-szócikk ezen változatának fordításán alapul.  Az eredeti cikk szerkesztőit annak laptörténete sorolja fel. Ez a jelzés csupán a megfogalmazás eredetét és a szerzői jogokat jelzi, nem szolgál a cikkben szereplő információk forrásmegjelöléseként.